# Velasquita Ramírez
Velasquita Ramírez [βelaskita ramireθ] († oko 1035.) bila je kraljica Leona kao prva supruga kralja Bermuda II. Leonskog.
Roditelji kraljice Velasquite nepoznati su. Kraljica je, prema jednom natpisu, bila filia Ranimiri – »Ramirova kći«. Španjolski povjesničar Manuel Risco iznio je teoriju prema kojoj je Velasquita bila dijete kralja Ramira II. Leonskog. Suvremeni stručnjaci smatraju da je Velasquita mogla biti kći Ramira Menéndeza.
Velasquita se udala za Bermuda II. te je njihova kći bila infanta Kristina Bermúdez.
Velasquita je postala redovnica nakon rastave.